# NBA Europe Live Tour 2006
Le NBA Europe Live Tour 2006 est la première édition du NBA Europe Live Tour. Il s'est déroulé du 5 au 11 octobre 2006. Onze matchs se sont disputés, réunissant quatre équipes NBA : les Philadelphia 76ers, les Los Angeles Clippers, les San Antonio Spurs et les Phoenix Suns et six équipes européennes : l'ASVEL Lyon-Villeurbanne, le FC Barcelone, le Lottomatica Roma, le Maccabi Tel-Aviv, le CSKA Moscou et le BC Khimki Moscou. Les matchs se sont déroulés en Espagne, en France, en Italie, en Russie et en Allemagne.

## Matches de préparation
| Date           | Club européen           | Score  | Franchise NBA           | Lieu                                    |
| 5 octobre 2006 | ASVEL Lyon-Villeurbanne | 90-115 | Spurs de San Antonio    | Astroballe, Villeurbanne                |
| 5 octobre 2006 | FC Barcelone            | 104-99 | 76ers de Philadelphie   | Palau Sant Jordi, Barcelone             |
| 6 octobre 2006 | Virtus Rome             | 93-100 | Suns de Phoenix         | PalaLottomatica, Rome                   |
| 6 octobre 2006 | BC Khimki Moscou        | 91-98  | Clippers de Los Angeles | CSKA Universal Sports Hall, Moscou      |
| 7 octobre 2006 | CSKA Moscou             | 94-75  | Clippers de Los Angeles | CSKA Universal Sports Hall, Moscou      |
| 8 octobre 2006 | Maccabi Tel-Aviv        | 84-97  | Spurs de San Antonio    | Palais omnisports de Paris-Bercy, Paris |

## Tournoi de Cologne
Le tournoi final s'est joué selon un système de Final Four à la Kölnarena de Cologne.
| Date            | Match      | Équipe                | Score   | Équipe           |
| 10 octobre 2006 | 1/2 finale | 76ers de Philadelphie | 103-100 | Suns de Phoenix  |
| 10 octobre 2006 | 1/2 finale | CSKA Moscou           | 90-81   | Maccabi Tel-Aviv |
| 11 octobre 2006 | Places 3/4 | Suns de Phoenix       | 119-102 | Maccabi Tel-Aviv |
| 11 octobre 2006 | Finale     | 76ers de Philadelphie | 85-71   | CSKA Moscou      |